# Det grevelige Scheel-Plessenske Forlods
Det grevelige Scheel-Plessenske Forlods var et dansk grevskab oprettet 1829 for Mogens Joachim Scheel-Plessen af stamhuset Fusingø, det Plessenske Fideikommis og det von Thienenske Fideikommis. De to fideikommisser rummede godsbesiddelser i Slesvig-Holsten. "Forlods" i navnet er en hentydning til at en ikke ubetydelig del af den i grevskabet bundne formue bestod af rede penge snarere end jord – altså penge, der var reserveret til køb af jord, således at grevskabet kunne opnå minimumsstørrelsen på 2500 tdr. hartkorn.